# Anna Lumikivi
Anna Lumikivi, (Ivalo, 1987) nascuda com a Anna Lumisalmi, en sami skolt: Siʹrǧǧi Ääʹrhep Äʹnn, és una vocalista i compositora de música sami skolt de Finlàndia. Forma part de la banda Suõmmkar.
Anna Lumikivi va créixer a Kevajärvi en una família de samis skolt descendents de refugiats de Petsamo. Ha treballat en l'organització de festivals i altres actes culturals relacionades amb la cultura sami. Ha col·laborat i presentat programes televisius sobre l'ortodòxia i en el programa infantil Unna Junná, i ha participat en el doblatge de sèries i pel·lícules infantils. Va estudiar música sami en l'Acadèmia de Música Sami (Sámi musihkkaakademiija) i el Conservatori Central d'Ostrobòtnia. El 2016 va formar el grup de música sami skolt Suõmmkar amb Hanna-Maaria Kiprianoff i Marko Jouste, en que ella a més de vocalista és la compositora de les cançons modernes. El 2019 va participar en el Sámi Grand Prix, el concurs més important de música sami, en la categoria de cançó.
És filla del polític, traductor i cantor sami skolt Erkki Lumisalmi. La seva família era molt activa en la vida cultural sami skolt, però ella va aprendre a parlar sami skolt amb fluïdesa quan era adulta al centre d'educació sami SAKK. El 2016 es va casar amb Markku Kiviniemi amb qui té un fill.

## Discografia

### Amb Suõmmkar
- 2018 Suõmmkar

### Àlbums col·lectius
- 1996 Hoŋkoŋ dohkká[3]
- 2019 Sámi Grand Prix 2019 amb la cançó Mõõn tiõrvân[3]

### Senzills
- 2021 Äʹvvceeʒʒaž amb Pauliina Feodoroff i Tiina Sanila-Aikio
- 2021 Ǩeäʹdǧǧ amb Suõmmkar